# Cornelia judiciaria
Cornelia judiciaria va ser una llei romana establerta pel dictador Luci Corneli Sul·lal'any 673 de la fundació de Roma (80 aC) juntament amb el seu col·lega el cònsol Quint Cecili Metel Pius, que restituïa als senadors la potestat de celebrar els judicis als cavallers, privilegi que sempre havien tingut i que els havia estat arrabassat durant el govern dels populars. Es volia venjar així de l'Orde eqüestre que havia estat majoritàriament partidària de Luci Corneli Cinna. La llei prohibia també la recusació de més de tres jutges.